# Тимко, Предраг
Предраг Тимко (сербохорв. Predrag Timko; род. 27 июля 1949  — югославский гандболист, выступавший за клубы Кривайа (Завидовичи). Киль и Фюксе Берлин. Выступал за сборную Югославии, участник гандбольного турнира олимпийских игр 1976, на котором сборная Югославии заняла 5-е место.

## Биография
Предраг Тимко до 1977 года играл в Югославии, перед тем, как перешёл в Киль, он выступал за Кривийа Завидовичи. В 1977 году начал выступать за клуб ГК Киль. Предраг Тимко стал лучшим бомбардиром чемпионата Германии в сезоне 1979/80. С 1980 году Предраг Тимко выступал за Берлинский клуб Фюксе Берлин 2 сезона, он в 42 матчах, забил 131 гол. Выступая в чемпионате Германии Предраг Тимко, за 5 сезонов, сыграл 106 матчей и забил 465 голов.

## Статистика
| Сезон   | Клуб  | Лига       | Матчи | Голы | 7-метр | Голы |
| ------- | ----- | ---------- | ----- | ---- | ------ | ---- |
| 1977/78 | Киль  | Бундеслига | 16    | 70   | 5      | 65   |
| 1978/79 | Киль  | Бундеслига | 22    | 86   | 15     | 71   |
| 1979/80 | Киль  | Бундеслига | 26    | 178  | 88     | 90   |
| 1977-82 | Итого | Бундеслига | 64    | 334  | 108    | 226  |